# Niccolò Manucci
Niccolò Manucci (ur. 19 kwietnia 1638 w Wenecji, zm. 1717 ) – włoski pisarz i podróżnik. 
Urodzony w rodzinie Pasqualino and Rosa Bellinich. W wieku 14 lat wyjechał do wujka, kupca mieszkającego na Korfu, gdzie wkradł się na statek płynący do Smyrny w Turcji. Dzięki wstawiennictwu Henry'ego Barda, wicehrabiego Bellomont uniknął wyrzucenia z okrętu na pełnym morzu. Po dotarciu do Smyrny dołączył do Henry'ego Barda, z którym dotarł do Indii . 
Do miasta Surat przybył w 1656 roku w wieku zaledwie 18 lat , gdzie ze względu na swoje europejskie pochodzenia zdołał zdobyć zaufanie Dary Szikoha, najstarszego syna cesarza Indii Szahdżahana i jego najukochańszej żony Mumtaz Mahal. Dostęp do cesarskiego dworu i haremu (podając się za lekarza miał tam dostęp) umożliwił mu zdobycie wielu informacji, które zebrał w swoich wspomnieniach - Storia do Mogor .
Zmarł w 1717 roku w Monte Grande, w pobliżu dzisiejszego Puducherry w południowych Indiach .